# الکس مارتینز (بازیکن فوتبال، زاده ۱۹۹۰)
الکس مارتینز (انگلیسی: Álex Martínez؛ زادهٔ ۱۲ اوت ۱۹۹۰) بازیکن فوتبال اهل اسپانیا است.
از باشگاه‌هایی که در آن بازی کرده‌است می‌توان به باشگاه فوتبال رئال بتیس، باشگاه فوتبال الچه، و باشگاه فوتبال رئال مورسیا اشاره کرد.